# ヴィヴィアーニの定理

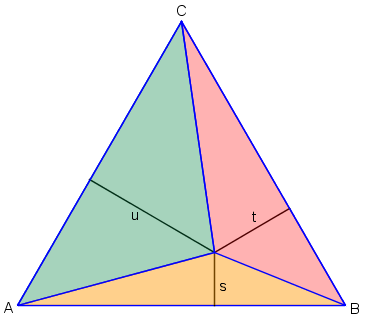
図1：ヴィヴィアーニの定理

ヴィヴィアーニの定理（ヴィヴィアーニのていり、Viviani's theorem）は正三角形に関する幾何学の定理である。名前はイタリアの数学者ヴィンチェンツォ・ヴィヴィアーニに由来している。

## 定理
正三角形内部の点から3辺に下ろした垂線の長さの和は一定である。
図1では s+t+u がこれにあたる。

## 証明
内部の点を P と置くと、面積に関して S(⊿ABC)=S(⊿ABP)+S(⊿BCP)+S(⊿CAP) が成り立つ。これを変形することで容易に証明できる。

## 拡張
この定理は、任意の正多角形においても成り立つ。
正多角形だけでなく、条件を緩めた
- 全ての角の大きさが等しい多角形
- 全ての辺の長さが等しい凸な多角形

においても成り立つ。
3次元へでは、正多面体について内部の点から各面に下ろした垂線の長さの和は一定である。